# Ла Тремуй, Шарлотта де
Шарлотта де Ла Тремуй, также известна как Шарлотта Стэнли, графиня Дерби (нем. Charlotte de La Trémoille; 1599 — 22 марта 1668, Ормскирк, Англия) — французская аристократка из рода Ла Тремуй.

## Биография
Шарлотта де Ла Тремуй была старшей дочерью одного из руководителей французских гугенотов Клода де Ла Тремуя, герцога де Туар, и его супруги Шарлотты Брабантины Оранской-Нассау, пятой дочери Вильгельма I Оранского.
26 июня 1626 года Шарлотта вступает в брак с Джеймсом Стэнли, седьмым графом Дерби и десятым лордом Мэнским, старшим сыном Уильяма Стэнли, шестого графа Дерби, и леди Элизабет де Вер. По отцу муж Шарлотты был потомком короля Англии Генриха VII. Этот брак был удачным, супруги жили в согласии в Болтоне. В этот период английской истории Болтон был одним из очагов парламентаризма во годы гражданской войны в Англии и одним из центров пуритан, окружённым поддерживавшими роялистов сельскими районами. 28 мая 1644 года Болтон был взят королевской армией под командованием генерала кавалерии Рупрехта Пфальцского, герцога Камберленда. Руководил атакой граф Дерби. После взятия города королевские солдаты устроили в нём грабежи и насилия, известные в истории как «Болтонская резня». В свою очередь, Шарлотта де Ла Тремуй в том же году прославилась умелым руководством обороны фамильного замка Лэтом-Хаус от парламентских войск во время гражданской войны в Англии. В 1651 году её муж, граф Дерби был взят в плен в Вустере, доставлен в Болтон и там казнён путём отсечения головы.

## Семья
В браке с Джеймсом Стэнли Шарлотта де Ла Тремуй родила девять детей. Среди них:
- Чарльз Стэнли, восьмой граф Дерби (1628—1672), с 1648 года женат на Доротее Элен Киркховен († 1674), фаворитке короля Карла II
- Генриетта-Мария (1630—1685), с 1650 замужем за Ричардом, виконтом Мулино, с 1654 — за Уильямом Уэнтуортом, вторым графом Страффорд
- Екатерина (1631—?), замужем за Генри Пьерпойнтом, маркизом Дорчестер
- Америя-Анна-София (1632—?), с 1659 замужем за Джоном Мюрреем, маркизом Этхолл
- Уильям (1614—1670)

## Дополнения
- Оборона Лэтом-Хаус под руководством графини Дерби (на англ. языке)